# Kikyo
Kikyo (桔梗, Kikyo?) este un personaj ficțional din seria anime și manga InuYasha, creată de Rumiko Takahashi și este unul din protagoniștii seriilor InuYasha.
În timpul Erei Feudale, Kikyo era vestită ca fiind preoteasa cu cele mai puternice abilități spirituale, având drept sarcină păzirea și purificarea Giuvaerului Sacru, fiindu-i încredințat de către exterminatorii de demoni din cauza pericolului posesiei sale de către entitățile demonice. Aceasta are un stil de viață adaptat acestei sarcini, având un caracter stoic și ținându-l aproape de ea, pentru ca nimeni să nu abuzeze de proprietățile sale.
Se pare totuși că acest lucru îi afectează starea mentală, din cauza poverii sarcinii sale, afirmând că nu trebuie să arate nici un semn de slăbiciune, deoarece demonii ar profita de asta. Se va îndrăgosti de Inuyasha, iar Kikyo decide să folosească Giuvaerul pentru a-l preschimba pe Inuyasha în om, iar acest lucru ar absolvi-o de sarcina ei și va putea trăi asemeni unei femei obișnuite.
Naraku va profita de această situație pentru a dobândi Giuvaerul Sacru și îi va întoarce pe cei 2 îndrăgostiți unul împotriva celuilalt; preschimbat în Inuyasha, Naraku o va răni pe Kikyo și va afirma că nu a dorit niciodată să devină un simplu om, iar acest lucru o va determina pe Kikyo să-l considere pe Inuyasha responsabil pentru rănile ei letale și-l va sigila de Copacul Vremurilor. Înainte să moară, îi cere surorii ei Kaede să ardă Giuvaerul împreună cu corpul ei, pentru ca nimeni să nu îl folosească în scopuri malefice.
Deoarece Giuvaerul Sacru este un obiect mistic, cu puteri miraculoase, este urmărit de orice demon ce dorește amplificarea puterii sale, iar acest lucru o determină pe Urasue să o readucă la viață pentru a o ajuta să găsească fragmentele de Giuvaer; cu ajutorul magiei sale, oaselor lui Kikyo și pământ din mormântul ei, reușește să o recreeze pe aceasta, însă constată că sufletul ei a fost deja transferat în reîncarnarea acesteia din perioada modernă, Kagome. Va reuși să transfere sufletul lui Kagome în Kikyo, însă aceasta nu va acționa conform dorințelor lui Urasue, o va ucide și este animată de dorința de răzbunare și ură să-l ucidă pe Inuyasha. Deoarece sufletul ei tinde să se reîntoarcă la Kagome, se îndepărtează de ei și va putea fi animată doar de spiritele celor morți; cu toate că este un spirit răzbunător pe pământ, un mort viu, constată cât de plăcută este libertatea dobândită, libertatea de a urî și iubi.

## Descriere

### Viața lui Kikyo
Kikyo și Kaede, sora ei mai mică, au urmat cursurile unei școli pentru preoți și preotese, numită Yokai Taijiya. Acolo o vor cunoaște pe Tsubaki, care ulterior va deveni o preoteasă întunecată. Marea putere spirituală a lui Kikyo și puritatea ei au devenit foarte cunoscute, iar astfel Giuvaerul Sacru i-a fost încredințat ei, spre dezamăgirea lui Tsubaki. Astfel, datoria lui Kikyo a devenit să păzească Giuvaerul de oamenii malițiosi și demonii ce-l caută pentru scopuri egoiste. Totodată, sarcina ei de protector implica faptul că nu trebuie să dea dovadă de slăbiciuni, pentru ca demonii și oamenii să nu abuzeze de acestea.
În cea mai mare parte a timpului ei, Kikyo îndepărtează demonii ce încearcă să fure Giuvaerul. Totuși, singurul demon pe care a refuzat să-l ucidă a fost Inuyasha, deoarece a simțit că este doar un semidemon și că acesta trăia o viață anormal de solitară (asemeni ei). Totodată, avea grijă de Onigumo, un bandit paralizat, cu cicatrici provocate de arsuri pe toată suprafața corpului său.
Mai târziu, Kikyo se va întâlni cu Inuyasha și îi va relata despre condiția păzirii Giuvaerului, impunându-și un stil de viață stoic și să-și ascundă sentimentele; ulterior, cei doi se vor îndrăgosti, iar în timpul acestui eveniment, Tsubaki încearcă să o atace, presupunând că Kikyo nu mai este la fel de puternică în urma îndrăgostirii. Totuși, Kikyo reflectă blestemul aruncat asupra lui Tsubaki, și îi ordonă să plece.
Odată, Kikyo și Inuyasha au navigat către o insulă care apare o dată la 50 de ani, iar Kikyo a sugerat folosirea Giuvaerului pentru a-l transforma pe Inuyasha în om, ofertă pe care o acceptă. Dacă acest lucru s-ar realiza, Giuvaerul ar fi purificat și ar înceta să existe, iar Kikyo ar fi absolvită de sarcina ei ca și Gardian al Giuvaerului, fiind liberă să trăiască o viață normală alături de Inuyasha.
Totuși, tâlharul Onigumo, care își dorea totodată și un Giuvaer corupt și pe Kikyo, decide să se folosească de acea zi pentru a le avea pe ambele. Își oferă trupul și sufletul unei hoarde de demoni, iar astfel s-a născut demonul Naraku.  Naraku (deghizat în Inuyasha) o doboară pe Kikyo, iar apoi îl atacă pe Inuyasha (deghizat în Kikyo). Crezând că Inuyasha a trădat-o, Kikyo își adună ultimele puteri pentru a-l sigila de Copacul Vremurilor cu o săgeată de sigilare, fiind adormit pentru 50 de ani. Apoi, îi ordonă lui Kaede să ardă corpul ei împreună cu Giuvaerul, pentru ca puterea sa nemăsurată să nu fie folosită pentru rău din nou. Deoarece Kikyo îl ura pe Inuyasha la momentul morții ei, Giuvaerul a devenit corupt.

### Readucere la viață
50 de ani mai târziu, o vrăjitoare numită Urasue fură rămășițele pământești ale lui Kikyo și niște pământ din mormântul ei, pentru a crea un nou corp din lut și oase pentru aceasta. Totuși, Urasue a fost deranjată să constate că trupul creat de ea nu este animat datorită lipsei spiritului și sufletului lui Kikyo. Realizează rapid că aceste componente s-au reîncarnat deja într-un alt corp și o răpește pe Kagome, pentru a o putea anima complet pe Kikyo. Când Kikyo s-a trezit la viață, o ucide pe Urasue, iar prioritatea ei imediată este să îl ucidă pe Inuyasha. Acest lucru aproape că îi reușește, până în momentul în care corpul lui Kagome începe să-și cheme sufletul înapoi, lucru care o oprește pe Kikyo din acțiunile sale. Reușește să-și mențină o parte din suflet, va fi urmărită de Inuyasha și va cădea într-o prăpastie, fiind presupusă de ceilalți ca murind din nou.
Se va stabili într-un sat, unde va îngriji răniți și bolnavi, vindecându-i și va fi respectată de săteni și iubită de copii. Se va confrunta cu faptul că este un mort printre vii, iar un călugăr simte o anormalitate în această preoteasă și intenționează să afle adevărata ei natură; pentru a-și susține corpul din lut, trebuie să absoarbă sufletele femeilor decedate, iar pentru acest lucru Kikyo folosește colectori de suflete, Shinidamachuu. Se întâlnește cu acest călugăr când va absorbi suflete, iar acesta va încerca să-i odihnească spiritul atacând-o cu unul din demonii lui spirituali; Kikyo își va folosi puterile spirituale pentru a dezintegra demonul, iar o bucată din acesta îl va lovi în gât, ucigându-l. Înainte de a muri, călugărul vrea să știe motivul pentru care Kikyo dorea să bântuie pământul ca un mort viu, susținând că timpul continuă pentru cei vii, însă nu și pentru cei morți; aceștia nu aparțin, deci, acestui tărâm, iar o asemenea existență este tragică.
De multe ori, Kikyo încearcă să-l ia pe Inuyasha în lumea de dincolo, iar într-o asemenea încercare, a paralizat-o pe Kagome atingând-o cu degetele și legând-o de un copac folosindu-și colectorii de suflete. Cu toate că Inuyasha era în fața acesteia, nu o putea auzi sau vedea pe Kagome, iar Kikyo îi spune că trebuie să o urască pentru ce a devenit (un mort printre vii), însă acesta va afirma că spiritul ei este lucrul care îl îngrijorează de fapt, și nu forma luată de aceasta; va fi manipulat de Kikyo și aproape dus în Iad, însă Kagome va reuși să-l facă pe Inuyasha să o vadă, strigându-l. Kikyo va fugi împreună cu colectorii ei, spunându-i lui Inuyasha să își amintească de senzația buzelor ei asupra celor ale lui, deoarece era o stare reală.
Va fi vizitată de soldații unui palat, care o roagă să vindece boala stăpânului lor, iar aceasta va accepta, descoperind astfel o aură negativă în jurul castelului. Constată că stăpânul era deja mort de la gât în jos, relevându-se faptul că acesta este omul ce se numea odinioară Onigumo, înainte de a se naște ca Naraku. Kikyo va încerca să plece, însă Naraku va ridica o barieră ce îi va ține la distanță pe Shikigami, făcând-o neputincioasă. O determină să se lupte cu Kagome, dăruindu-i un ciob al Giuvaerului Sacru infuzat cu un suflet, însă va purifica Giuvaerul și atacă păpușa lui Naraku. Când se întâlnește cu Kagome, o atacă și îi va fura Giuvaerul. Inuyasha va veni să o salveze, iar Kikyo va pleca râzând, știind că acesta nu se poate lupta cu femeia ce o iubea odinioară; se reîntoarce la palat, sparge bariera din jurul lui și îi dă Giuvaerul lui Naraku, dezvăluindu-i faptul că știe de natura sa reală, cea de semidemon. Susține că odată ce Naraku colectează toate cioburile Giuvaerului Sacru, îl va purifica împreună cu bijuteria, iar apoi îi va trimite spiritul rău și corupt în lumea de dincolo.
Când Naraku o înfruntă din nou și o amenință că o ucide, aceasta afirmă faptul că nu poate îndeplini acest lucru, deoarece Naraku încă posedă inima lui Onigumo, iar banditul de odinioară o iubea din toată inima lui infectă. Datorită acestui lucru, Naraku trimite un colector de suflete gigant să fure toate sufletele folosite de Kikyo pentru a supraviețui, însă aceasta reușește să scape, iar Inuyasha o salvează. De-a lungul seriei, Kikyo va folosi sentimentele lui Onigumo ca și scuza folosită de Naraku de a o nu înfrunta; totuși, după ce s-a eliberat de inima sa umană, o înfruntă pe Kikyo și încearcă să o ucidă, însă constată că era mult mai slab fără componenta sa umană.
După o încercare eșuată de-a lui Naraku de a o ucide la Muntele Hakurei, este observată cu doi Shikigami cu formă umană: Kochou și Asuka, care o ajutau în sarcinile ei ce nu puteau fi îndeplinite, datorită răspândirii miasmei în corpul preotesei. Cei doi o vor conduce pe Kagome la o cascadă, unde o va găsi pe Kikyo rănită și scufundată în apele cascadei. Îi spun lui Kagome că ea este singura care poate să o salveze pe Kikyo, fiind reîncarnarea acesteia și susțineau că dacă aplică pământ din mormântul ei pe răni, va purifica rănile lui Kikyo și o va salva. Kagome acceptă această sarcină și în timp ce aplica pământul, intră într-o stare de reverie în care i se vor prezenta întâmplările dintre Inuyasha și Kikyo, ce au avut loc în urmă cu 50 de ani. Va leșina în timpul procesului de purificare, însă Kikyo va fi salvată. Cu toate acestea, rănile purificate de Kagome se vor redeschide, cauzând descompunerea lentă a trupului preotesei. Pentru a se vindeca complet, își va infuza sufletul lui Midoriko și își va redobândi puterile spirituale puternice, necesare înfrângerii lui Naraku. Îl va informa pe Inuyasha că Naraku nu va fi ucis cu ajutorul sabiei sale, Tetsusaiga, ci doar dacă sufletul său și Giuvaerul vor fi purificate deodată.
Pentru a îndeplini această sarcină, Giuvaerul trebuie să fie complet, iar aceasta dorește să folosească Giuvaerul din gâtul lui Kohaku în stare pură și inaccesibilă lui Naraku; îi permite acestuia să o însoțească și se vor întâlni cu Koga. Se va întâlni cu grupul lui Inuyasha, care se va lupta cu Naraku; Miroku absoarbe o cantitate enormă de miasmă și va fi otrăvit din cauza acesteia; Kikyo îl va salva de la moarte, absorbind miasma în corpul ei și purificând trupul călugărului.
Naraku va folosi drept armă niște pânze de păianjen, care au rolul slăbirii puterilor lui Kikyo; aceasta își va da seama de planul lui și va construi o barieră în jurul ei. Va încerca să salveze un copil de la contaminarea provocată de pânze, însă ea însăși va fi contaminată și va încerca să plaseze o altă barieră în jurul lui Kohaku, pentru a-l proteja de Naraku. Deoarece ea era deja prinsă în pânza lui Naraku, una din încarnările acestuia o va distruge. Îi va spune lui Kagome că singura modalitate prin care îi poate salva viața este să aibă asupra sa arcul de la Muntele sacru Azusa, dar acest lucru este posibil doar dacă își dorește cu adevărat să o salveze. Kagome va călători spre Muntele Azusa, unde este testată de o iluzie provocată de Spiritul ce păzea muntele. După ce trece testul, Kagome și Inuyasha vor afla că Naraku a capturat-o pe Kikyo, iar legătura puternică dintre cele două a fost evidențiată când Kagome a avut abilitatea de a ști ce gândește Kikyo, ascultând indicațiile ei și trăgând o săgeată spre ea. Kikyo va folosi săgeata trasă spre ea și o va ținti spre Naraku; Giuvaerul va fi purificat înainte de a intra în corpul acestuia, însă Naraku va reuși să contamineze Giuvaerul înainte de a-i părăsi, lăsând-o pe Kikyo complet neputincioasă și în pragul morții. Rănile suferite de Kikyo atunci când l-a salvat pe Miroku vor face ca miasma să se răspândească și va muri în brațele lui Inuyasha, primind un ultim sărut de la acesta. După moartea ei, spiritul lui Kikyo își va lua rămas bun de la Inuyasha și prietenii săi, în timp ce o licărire de puritate va fi prezentă în Giuvaerul corupt de Naraku. Aceasta îl va preveni pe Naraku să fure ultimul ciob din Giuvaer, prezent în trupul lui Kohaku, până va fi corupt de Magatsuhi, cel care îi sigilase puterile spirituale lui Kagome.
Va fi posedat de acest demon și va fi ademenit către Naraku, pentru a i se fura ciobul din Giuvaer, prin crearea unei iluzii, menite să-l facă să retrăiască momentele de teroare dinaintea morții sale. În timpul acestei iluzii, unul din colectorii de suflete ce aparțineau lui Kikyo îl vor conduce spre o încăpere unde Sango și Miroku sunt în siguranță. Va fi eliberat din această iluzie și din controlul lui Magatsuhi de către licărirea de puritate din ciobul său. Va încerca să îndepărteze acest demon aruncându-se într-o prăpastie, însă Naraku va reuși să-i fure ciobul. Kohaku este crezut mort, însă lumina din Giuvaer va intra în corpul său, cu prețul coruperii totale a Giuvaerului.

#### Semnificația numelui
Kikyo înseamnă în japoneză “floare chinezească” care simbolizează “dragostea neschimbătoare” sau “dragostea nemuritoare”.

### Familie
Kikyo ține foarte mult la sora ei mai tânără, Kaede, fiind foarte apropiate în timpul vietii. Cand era mai mică, Kikyo a ucis în mod accidental un demon aflat în apropierea lui Kaede, iar o bucată din el va zbura către Kaede, provocându-i o rană la ochi. La momentul învierii sale, Kikyo nu o va recunoaște pe Kaede, datorită faptului că a îmbătrânit, însă pe parcursul seriei, va fi vizitată ocazional de sora ei mai mare. Când va muri, Kikyo o va vizita, iși va cere scuze fata de aceasta și își ia rămas bun de la sora ei, indicând dragostea ei pentru Kaede.

## Personalitate
Kikyo era o persoană al cărei suflet era foarte bun, plin de compasiune față de toată lumea, inclusiv față de dușmanii ei. Acest lucru este evident mai ales față de Onigumo, în ciuda faptului că era un bandit. După ce a fost readusă la viață, această atitudine este minimalizată, deoarece a dezvoltat ura pentru Inuyasha și dorind să se răzbune pe acesta, considerându-l ucigașul ei; totuși, va afla adevarul despre moartea ei și își va îndrepta ura către Naraku, iar pe măsură ce seria continuă, începe să devină precum cea de odinioară.
Era o persoană foarte înteleaptă, în ciuda vârstei sale; cu toate că are căi ciudate, încearcă să elaboreze diverse planuri pentru a-l înfrânge pe Naraku, fiind acuzată de Inuyasha de trădare, pentru că îi dăruiește lui Naraku fragmentele de Giuvaer furate de la Kagome. Aceasta va explica motivul acestor actiuni, având drept scop uciderea lui Naraku și nu ar permite ca Inuyasha să fie ucis de acesta, ajungând la concluzia că Naraku este un semidemon și încă posedă inima lui Onigumo, cel care o iubea.
După ce învie, dezvoltă o puternică dorință de a trăi, atitudine ce nu o avea în timpul vieții sale. Refuzând să moară singură, dorește să-l ia pe Inuyasha împreună cu ea în Iad; totuși, această actiune va înceta deoarece va afla adevărul despre circumstanțele morții ei. Sentimentele ei pentru Inuyasha sunt contradictorii; la început, dragostea ei pură pentru semidemon se va transforma în ură, iar pe parcursul seriei, sentimentele de ură se vor disipa, revenind la dragoste.
Deși emoțiile dintre cei doi sunt identice, relația lor este ciudată datorită prezenței lui Kagome, reîncarnarea ei din secolul 20. Este convinsă de faptul că Kagome îl iubește pe Inuyasha, fiind geloasă pe aceasta, considerând-o drept înlocuitoare a acesteia. În ciuda acestui disconfort, o va accepta, iar sentimentele lui Inuyasha față de propria persoană vor fi dovedite atunci când va primi un ultim sărut din partea lui.

## Infatisare

Kikyo, prezentată în versiunea manga a seriei Inuyasha

Kikyo este descrisă des ca fiind o femeie foarte frumoasă. Ea are pielea albă și părul lung negru care trece peste talia ei, care a fost legat mereu într-o coadă de cal cu o panglică.
Kikyo a purtat haina tradițională de miko, care a rămas în esență neschimbată la această zi, cu excepția lipsei cusăturii fantei de la umăr. Kikyo a purtat un sacou alb cu sode-kukuri (cordoane) prin mâneci și umerii deschiși (similar cu ținutele lui Inuyasha și Jaken). Kosode a lui Kikyo arată mai mult ca un kendo sau keigoki naginata, cu mâneca oarecum strânsă și montată ca un tricou modern ușor extins pe încheietura mâinii. Fantele de pe partea laterală din hakama au deschizături la mâneci iar hitoe (jacheta) de la umerii săi arată ca și cum ar purta un kosode alb. Acest lucru a fost un efect deliberat de modă. Kikyo purtat un nagabakama (un hakama foarte lung) de culoare roșu aprins, care a inclus o placă mică pe partea inferioară a spatelui ei. La picioare, Kikyo purta tabi (șosete) și sandale făcute din paie de orez.

## Abilitati
Kikyo este o preoteasa foarte respectata, datorita puterilor si abilitatilor ei foarte puternice.
- Abilitati purificatoare. Aceste abilitati s-au manifestat sub diverse forme; cand a fost inviata, si-a folosit puterile purificatoare pentru a o ucide pe Urasue, precum si pe Inuyasha, sub forma unor fulgere purificatoare de culoare violet. Cand va fi captiva cu Kagome intr-o pestera, Kikyo isi foloseste puterile pentru a crea o bariera luminoasa cu ajutorul mainilor pentru a distruge niste insecte ce o ataca pe Kagome.
- Abilitati spirituale. Kikyo are abilitatea de a ridica bariere foarte puternice si de a realiza vraji sau descantece foarte puternice, care pot fi folosite si in ofensiva si defensiva. Totodata, are puterea de a distruge sigilii, bariere, vraji si sa detecteze fragmente de Giuvaer; are puterea de a fuziona fragmente de Giuvaer in unul singur.
- Mayose. Mayose este o vraja foarte puternica, care necesita o ramura si poate fi executata doar de preotesele foarte experimentate, care au cele mai puternice puteri spirituale. Ramura creste intr-un copac gigant ce atinge norii dupa recitarea unui descantec special. Este folosita pentru a ademeni si purifica demonii atunci cand acestia se urca in varful copacului.
- Abilitati de reflexie. Aceasta abilitate a fost folosita o singura data asupra lui Tsubaki, preoteasa intunecata, in timpul vietii lui Kikyo. Isi infuzeaza puterile spirituale in arc, reflectand orice atac de origine demonica; este asemanatoare Valului Naucitor, folosit de Inuyasha.
- Shikigami. Poate crea Shikigami cu forma umana, pentru a-i folosi sa indeplineasca anumite sarcini pentru ea, folosindu-i atunci cand se ascunde. Sfantul Hijiri este unul dintre aceste creatii, care erau asemanatoare ei prin posesia puterilor spirituale imense; acesta va fi o diversiune folosita pentru a-si putea reveni pe deplin in urma ranilor suferite la Muntele Hakurei. Totodata, le-a creat pe Kocho si Asuka, care il insoteau pe Sfantul Hijiri; acestea vor reveni alaturi de Kikyo, cand Hijiri va fi distrus de Kagura.
- Puteri vindecatoare. Kikyo este extrem de priceputa in arta vindecarii, avand numeroase cunostinte despre plante medicinale, fiind abila sa-i salveze si pe cei aflati in pragul mortii. Poate vedea fiintele lumii de dincolo si sa le distruga prin simpla atingere.
- Colectori de suflete. Creaturi cu aspect serpentin, care colecteaza sufletele celor decedati pentru a sustine existenta corporala a lui Kikyo. Pot fura sufletele celor vii, transformandu-i in sclavi fără vointa proprie. Totodata, colectorii pot amplifica puterile purificatoare ale acesteia prin aportul de suflete catre Kikyo.
- Imobilizare spirituala/Paralizie. Kikyo poate imobiliza o persoana si sa o faca invizibila, prin atingerea cu degetul aratator; aceasta abilitate a fost folosita asupra lui Kagome.
- Privire. Kikyo, Kaede si Kagome pot observa lucruri sare sunt sau par invizibile ochiului uman.
- Teleportare. In episodul 151, ea dispare.
- Reflexe. In episodul 151, ea se va feri rapid de o sageata, inainte de a se teleporta.
- Sageata sacra. Sageata sacra este o sageata folosita de preotesele cu un nivel spiritual foarte inalt, cum este Kikyo si Kagome. Poate distruge cu usurinta bariere, vraji, demoni si totodata sa cauzeze rani fatale demonilor puternici.
- Tragere cu arcul. Traind intr-o era a razboaielor nesfarsite, Kikyo si-a desavarsit abilitatile de tragere cu arcul. Poate sageta cu usurinta inamici de la distante mari sau mici, si poseda puterea imensa de a distruge demoni de la distante si mai mari.
- Sageata de sigilare. Aceasta este o sageata sacra, care are ca rezultat inducerea unui somn etern asupra demonilor invincibili. Daca un demon este sigilat de un Copac Sacru (sau Copacul Vremurilor), corpul acestuia va ramane intact; acestia vor putea fi treziti atunci cand arcasul isi doreste cu adevarat insufletirea demonului.

## Relatii cu personajele

### Inuyasha
Kikyo si Inuyasha s-au intalnit atunci cand aceasta pazea Giuvaerul. La inceput, nu se placeau, insa pe masura ce timpul trecea, au ajuns sa se indragosteasca. Dorind sa fie o femeie obisnuita, ii propune lui Inuyasha sa devina om prin Giuvaerul Sacru. Naraku planuieste sa fure bijuteria mistica, si ii vor face sa se intoarca unul impotriva celuilalt, consecinta sigilarea lui Inuyasha de Copacul Vremurilor si moartea lui Kikyo. Totusi, cei doi se vor reintalni cand Urasue o va invia pe Kikyo, iar Inuyasha va fi eliberat de reincarnarea ei, Kagome. In ciuda celor intamplate intre ei, Kikyo inca il iubeste pe Inuyasha, dorinta ei fiind sa traiasca impreuna cu el. Va fi ranita de Naraku, iar in timp ce se afla in bratele lui Inuyasha, afirma ca sufletul ei a fost salvat, il va saruta si va reusi sa plece in lumea de dincolo, dupa o viata plina de suferinta. Desi a murit, lumina ei l-a salvat pe Kohaku, in loc sa-l distruga pe Naraku.

### Kagome Higurashi
Kagome este reincarnarea lui Kikyo, insa cele doua au personalitati foarte diferite. La inceput, sufletul lui Kagome este folosit de vrajitoarea Urasue pentru a o insufleti pe Kikyo; totusi, nu dupa mult timp de la reanimarea lui Kikyo, Kagome isi cheama sufletul inapoi, iar preoteasa va reusi sa scape cu o parte intacta din sufletul ei. Se va confrunta cu Kagome, furandu-i fragmentele de Giuvaer; in manga, ea sustine ca a făcut acest lucru deoarece viata lui Kagome era pusa in pericol, fiind urmarita de Naraku, iar in anime va afirma ca a incercat sa o ucida pe Kagome, intrebandu-l pe Inuyasha daca nu o ucide pentru aceasta tentativa.
Ambele personaje sunt indragostite de Inuyasha, si sunt geloase una pe cealalta datorita legaturilor cu Inuyasha; la Muntele Azusa, Kagome accepta faptul ca o parte din Inuyasha o va iubi mereu pe Kikyo si reuseste sa depaseasca sentimentele de gelozie. Sunt prezentate ocazional ca lucrand in echipa, ajutandu-se sau salvandu-se reciproc. Totodata, Kikyo o va insarcina pe Kagome cu distrugerea lui Naraku si a Giuvaerului si mentinerea luminii din ciobul lui Kohaku, pentru ca acesta sa poata fi animat in continuare de Giuvaer.

### Kohaku
Kikyo il va intalni pe Kohaku si ii va permite sa o insoteasca in calatoriile sale, incercand sa-l purifice pe acesta dupa ce a fost eliberat de coruperea lui Naraku. Deoarece crede ca ciobul sau poate ajuta la distrugerea lui Naraku, decide sa se sacrifice in acest proces, murind; ca si un ultim act de compasiune pentru acesta, Kikyo isi va indrepta toata puterea spirituala din Giuvaerul Sacru contaminat, folosind-o pentru a-l invia pe Kohaku.

### Naraku
Naraku este cel care a inselat-o pe Kikyo sa-l tradeze pe Inuyasha. In timp ce Kikyo il uraste pe Naraku, acesta o uraste si iubeste deopotriva pe preoteasa, datorita inimii sale umane ce apartine banditului Onigumo. De-a lungul seriei, Kikyo si Naraku se intalnesc ocazional; ii va darui lui Naraku fragmentele de Giuvaer, deoarece planuieste sa-l purifice alaturi de Giuvaer, o data ce bijuteria este completa. De asemenea, Naraku are numeroase incercari de a o ucide pe Kikyo, deoarece ea este una din marile lui slabiciuni. La final, Naraku isi dezvaluie adevarata dorinta propusa Giuvaerului Sacru, aceea de a avea parte de dragostea lui Kikyo, insa aceasta nu a fost indeplinita.

### Tsubaki
Este rivala lui Kikyo, datorita puterilor sale spirituale si deoarece ea a fost cea insarcinata cu protejarea Giuvaerului Sacru. In timpul vietii sale, a aruncat un blestem asupra lui Kikyo, ce ar avea ca efect moartea ei timpurie si violenta daca preoteasa s-ar indragosti. Dupa ce Kikyo se indragosteste de Inuyasha, Tsubaki observa ca puterile lui Kikyo sunt slabite si incearca sa o omoare, pentru a-i fura Giuvaerul Sacru, cu ajutorul Shikigami-ului ei; planul ei va esua, pentru ca Kikyo va reflecta sarpele Shikigami catre Tsubaki cu ajutorul puterilor sale infuzate in arc.
Dupa ce va fi readusa la viata, se va reintalni cu Tsubaki in momentul cand aceasta incearca sa-i ucida pe Inuyasha si Kagome; afland ca a manipulat-o pe Kagome pentru a-l ucide pe Inuyasha, o ameninta cu moartea, afirmand ca nu ii pasa de are de gand cu viata lui Kagome, insa o va ucide imediat daca incearca sa-i faca rau lui Inuyasha.

### Sesshomaru
Interactiunea dintre cei doi abia exista, insa in Affections Touching Across Time,  ei poarta o mica discutie; Sesshomaru o intreaba daca o uraste pe Kagome sau doar o testeaza, iar Kikyo afirma ca uraste toate fiintele vii, captive de componenta temporala. Sesshomaru ii spune sa actioneze cum crede ea ca este potrivit, insa el va fi cel care il va ucide pe Inuyasha. Pe Muntele Hakurei, Kikyo il va sageta pe Suikotsu, in forma sa negativa, salvand totodata si forma sa buna, si pe Rin.

### Hakushin
Hakushin este un preot budist, care isi sacrifica viata pentru ca locuitorii unui sat sa fie salvati de o molima; in timp ce astepta sa moara, a inceput sa-si urasca adeptii care se rugau pentru moartea lui, pentru ca ei sa fie salvati. Naraku il va manipula emotional pe preot, determinandu-l sa ridice o bariera foarte puternica in jurul Muntelui Hakurei.
O va intalni pe Kikyo, care doreste sa-l ajute sa treaca in lumea de dincolo; ii spune ca nu a simtit nici ura, nici maine in interiorul sufletului sau, ci doar tristete. Il va ajuta sa isi aminteasca motivul real pentru care sufletul sau nu si-a gasit linistea inainte sa moara: motivul nu era ura pentru cei care se rugau ca el sa moara, ci dorinta sa de a nu muri. Kikyo ii va marturisi ca nu este o rusine in a dori sa traiesti, ea fiind asemeni lui si-l va ajuta sa treaca in lumea de dincolo.

### Suikotsu
Cei doi dezvolta o legatura empatica; in manga si anime, va muri dupa o batalie cu Kikyo si Sesshomaru, acesta din urma luptand cu el, deoarece a rapit-o si amenintat-o cu moartea pe Rin. Suferind o rana fatala, o roaga pe Kikyo sa-i indeparteze fragmentul de Giuvaer din gat, pentru a putea muri linistit; din nefericire, Jakotsu ii va indepartea ciobul de Giuvaer.

### Rasetsu
Rasetsu a fost liderul unor banditi, in urma cu 50 de ani, inaintea tragediei ce a rezultat in moartea lui Kikyo, sigilarea lui Inuyasha si nasterea lui Naraku. Acesta, cunoscut inainte ca Kansuke, ii avea printre subordonatii sai si pe Onigumo; dupa ce a fost pacalit de Onigumo sa o atace pe Kikyo in incercarea de a fura Giuvaerul Sacru, va fi invins de Inuyasha si isi va indrepta razbunarea catre Onigumo si oamenii sai; Rasetsu va plasa o bomba intr-un local unde se aflau Onigumo si cei care tocmai l-au proclamat conducatorul lor, iar explozia il va rani grav pe Onigumo, iar acestia il vor arunca intr-o prapastie.
50 de ani mai tarziu, Rasetsu o va intalni pe Kikyo si nu va realiza ca este aceeasi Kikyo pe care a incercat s-o ucida cu cateva decenii in urma. Omul va fi atacat de demoni, iar inainte de a muri o roaga pe Kikyo sa ii duca rămasitele la Muntele sacru Hakurei; acest lucru este explicat de faptul ca Naraku l-a manipulat, facandu-l sa creada ca va fi salvat daca rămasitele sale vor fi duse la Muntele Hakurei. Acest lucru are menirea de a o ademeni pe Kikyo, pentru ca Naraku sa testeze daca poate sa o ucida in urma interventiei emotionale ale inimii lui Onigumo.